# Bellville (Géorgie)
Pour les articles homonymes, voir Bellville.
Bellville est une ville américaine située dans le comté d'Evans, en Géorgie. Selon le recensement de 2020, sa population est de 127 habitants.